# Конзоно (Леко)
Конзоно је насеље у Италији у округу Леко, региону Ломбардија.
Према процени из 2011. у насељу је живело 20 становника. Насеље се налази на надморској висини од 634 м.